# Domarring von Åbrott

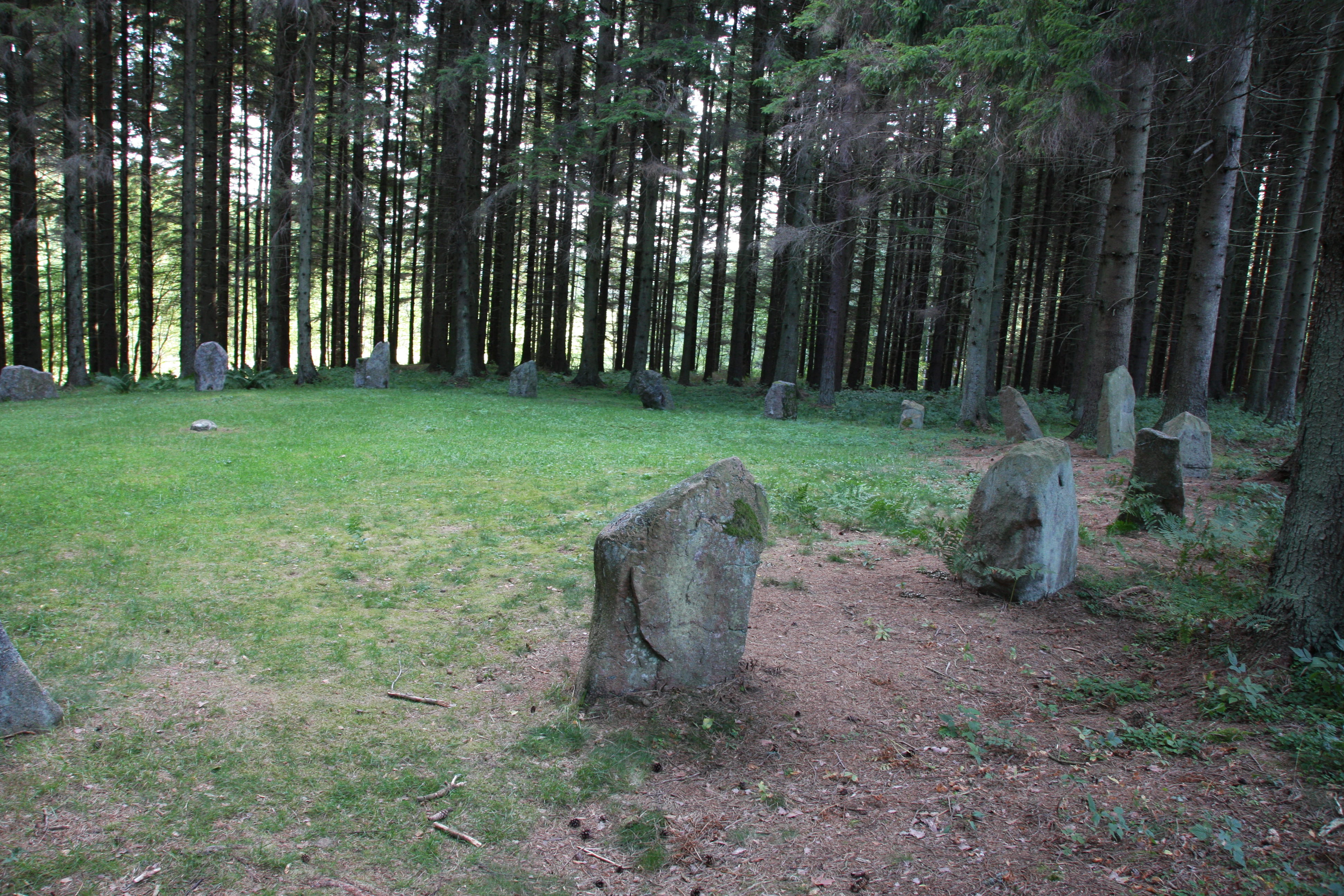
Domarring von Åbrott

Der Domarring von Åbrott in der schwedischen Provinz Västra Götalands län und der historischen Provinz Bohuslän in Schweden ist ein Steinkreis im Wald, nahe der Straße O 922, nordöstlich von Fjällbacka. Domarringe sind Gräber aus der frühen Eisenzeit. Der Begriff „Domarring“ ist auf frühere Zeiten zurückzuführen. Man assoziierte die Kreise mit der Rechtsprechung und dachte, dass eine bestimmte ungerade Zahl von Richtern in den Kreisen Urteile sprachen.
Der 1940 restaurierte Steinkreis hat etwa 18,0 m Durchmesser und besteht aus 22 Steinen und einem Stein in der Mitte. Die Anzahl der Steine in diesem Grab ist bemerkenswert hoch. Normalerweise bestehen Steinkreise aus fünf bis 13 Steinen, mit in der Regel ungerader Zahl. In den meisten Fällen sind es neun. 
In der Mitte wurden die Überreste eines Brandgrabes gefunden. Als Grabbeigaben wurden u. a. ein Glasbecher und ein Knochenkamm gefunden. Steinkreise sind nur eine von vielen Grabformen in der Eisenzeit. 
Neben dem Domarring (deutsch „Richterring“) liegt ein Dutzend Eisenzeitgräber, die mit einem Bautastein gekennzeichnet waren. Die meisten dieser Steine sind jedoch umgefallen. Mehrere Gräber wurden durch eine Kiesgrube beschädigt.